# Гізатуллін Хамазан
Хамазан Гізату́ллін (10 травня 1921 , Сибірки, Єкатеринбузькая губерніяd  — 19 листопада 2007 , Майкоп ) — радянський військовик, Герой Радянського Союзу (1943). У роки німецько-радянської війни командир гармати 63-го окремого винищувально-протитанкового дивізіону (106-а Стрілецька дивізія 65-ї армії Центрального фронту).

## Біографія
Народився 10 травня 1921 року у селі Сибірка (нині Шадрінський район Курганської області РФ) у селянській родині. Татарин. Закінчив 7 класів. Працював у колгоспі.
З 1940 року у РСЧА. У діючій армії з грудня 1942 року.
Командир гармати 63-го окремого винищувально-протитанкового дивізіону (106-а Стрілецька дивізія 65-ї армії Центрального фронту) старший сержант Гізатуллін 15 жовтня 1943 року у числі перших на плоту переправився через Дніпро, закріпився на захопленому плацдармі й вогнем прямим наведенням знищив 2 кулеметні точки і декількох гітлерівців, відбив контратаки і забезпечив переправу основних сил дивізіону.
В 1944 році закінчив курси молодших лейтенантів.
У 1953 році закінчив КУОС.
З 1960 року підполковник Гізатуллін у запасі. Працював слюсарем деревообробного об'єднання «Дружба» у місті Майкоп.

## Звання та нагороди
30 жовтня 1943 року Х. Гізатулліну присвоєно звання Героя Радянського Союзу.
Також нагороджений:
- орденом Леніна
- орденом Олександра Невського
- орденом Вітчизняної війни 1 ступеня
- орденом Червоної Зірки